# Брок, Томас
Сэр Томас Брок (англ. Sir Thomas Brock; 1 марта 1847 — 22 августа 1922) — один из ведущих английских скульпторов, представитель британского художественного направления «Новая скульптура». Произведения Брока украшают многие города Великобритании, Индии, Австралии, Канады и ЮАР.

## Биография

### Детство и юность
Томас Брок появился на свет в Вустере, в графстве Вустершир (Англия), где был вторым после дочери (Мэри Джейн) ребенком в семье Уильяма и Кэтрин Брок. Мальчик был назван в память его деда с материнской стороны Томаса Маршалла, придворного вышивальщика в царствование Георга III. Отец Брока вел небольшой, но довольно успешный в Вустере бизнес по внутренней отделке домов.
Томас Брок учился в обычной местной школе, где рано проявил свои способности к рисованию и живописи. Когда он достиг возраста 10 лет, то отец позволил ему посещать после школьных уроков Государственную Вустерскую школу дизайна. За период обучения он получил 6 медалей, а в 1863 году выиграл главный приз книжной премии за лучший дизайн.
В возрасте 12 лет, в 1859 году, Томас Брок стал подмастерьем на Вустерском королевском фарфоровом заводе, пойдя по стопам деда с отцовской стороны — Джозефа Хейл Брока, который сначала работал на фарфоровой фабрике Дьюсбери в Дерби, а после переезда в Вустер стал художником на фарфоровом заводе Томаса Грейнджера. 7 лет Томас Брок отработал в мастерской, занимавшейся созданием моделей для отливки, под руководством в то время 22-летнего Джеймса Хэдли (англ. James Hadley) — талантливого художника, который к 1870 году стал главным дизайнером моделей для Вустерского королевского фарфорового завода.

### Начало художественной карьеры
В 1866 году, в возрасте 19 лет Брок переехал в Лондон, где уже жила его старшая сестра, делавшая вполне успешную карьеру концертной певицы. Отец, хотя и надеялся, что сын продолжит семейное дело, не препятствовал его отъезду в Лондон. Используя знакомство с влиятельным вустерским землевладельцем и благотворителем Уильямом Уордом, 1-го графом Дадли (англ. William Ward), он добился для сына рекомендательного письма к успешному ирландскому скульптору Джону Генри Фоли (англ. John Henry Foley), с 30-х годов XIX века работавшего в Лондоне.
Фоли радушно принял Брока, но первоначально взял его только в качестве бесплатного помощника взамен на свободное посещение художественной мастерской на Оснабург-стрит 30 (англ. Osnaburgh Street). Случайно увидев небольшую модель Брока, Фоли пригласил его для работы в основной студии с оплатой 2 фунта в неделю. В этой мастерской Брок проработал следующие 50 лет, включая годы под руководством Фоли.
5 мая 1867 года Брок по рекомендации Фоли записался учеником в школу Королевской Академии художеств, где через год представил свою первую работу — гипсовый бюст Ричарда Уильяма Биннса (англ. Richard William Binns), который был одним из управляющих Вустерского королевского фарфорового завода. В школе Брок встретился и крепко подружился с Фредериком Лейтоном и скульптором Уильямом Хэмо Торникрофтом (англ. William Hamo Thornycroft). В 1869 году Брок представил на выставке Академии скульптуру полуобнаженной нимфы Салмакиды, описанной у Овидия в Метаморфозах (IV. 288—388), а также скульптурную группу «Геракл, удушающий Антея», за которую он был награждён золотой медалью. В том же году Брок женился на 17-летней Мэри Ханне Самнер (их первый ребенок — Томас Гилберт Брок родился в 1871).
В следующие несколько лет Брок не выставлялся, поскольку был плотно занят в мастерской в связи с болезнью Фоли. Только в 1874 на выставке Королевской Академии он представил мраморную скульптурную группу, изображающую англо-саксонского лидера сопротивления в период завоевания Англии норманнами Хереварда, спасающего деву Альфтруду. Спустя несколько месяцев после выставки ситуация драматически изменилась. 27 августа 1874 года в возрасте 56 лет от преврита скончался Джон Генри Фоли.

### Брок и наследство Фоли
По завещанию завершение работ Фоли возлагалось на его помощников — Брока и Уильяма Девика (англ. William Dewick). В студии на момент смерти Фоли оставались незавершенными 12 скульптур, которые предполагалось выполнить в мраморе или бронзе.
В первую очередь следовало закончить статую принца Альберта для мемориала принца в Кенсингстонском парке Лондона, за которую Фоли взялся еще в 1868 году. Все работы по созданию восковой модели, отливки деталей, и окончательному завершению скульптуры были возложены на Брока. 20 ноября 1875 года отлитая в бронзе скульптура была перевезена и установлена на пьедестале мемориала, а затем позолочена. 9 марта 1876 года состоялась официальная церемония по открытию скульптуры принца Альберта. Однако сначала лавры и личная благодарность королевы за создание скульптуры достались формальному исполнителю воли Фоли — Джорджу Тенисвуду, который занимался исключительно юридическими и административными вопросами. Брок написал Тенисвуду сердитое письмо, потребовав опубликовать официальное признание его заслуг в создании скульптуры. Тенисвуд выполнил требование и статус Брока как единственного создателя статуи Альберта и состоявшегося скульптора был подтвержден.

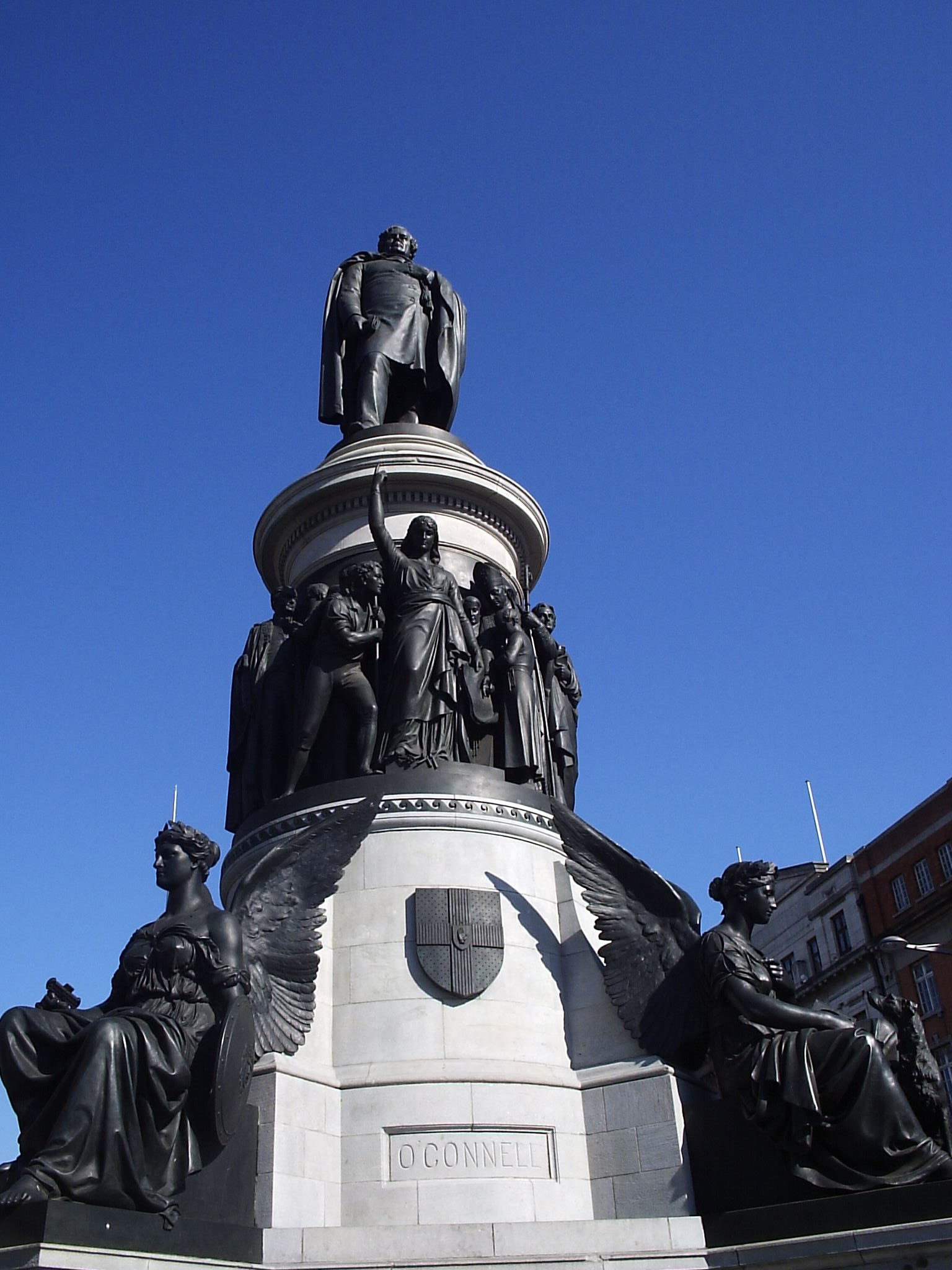
Памятник О’Коннеллу в Дублине, установленный на одноименной улице

Второй крупной работой, заказанной Фоли в 1865 году, был памятник национальному лидеру Ирландии Дэниелу О’Коннеллу, который собирались установить к столетней годовщине со дня его рождения в Дублине в 1875 году. До своей болезни и смерти Фоли успел сделать только предварительные модели скульптуры О’Коннелла и четырех крылатых женских фигур богини Победы, олицетворяющих Мужество, Красноречие, Преданность и Патриотизм. Переписка между ирландским Комитетом по установке памятника и Тенисвудом по поводу выбора нового скульптора и условий выполнения заказа заняла четыре года — только в июле 1878 году Брок был назначен единственным исполнителем памятника. Потребовалось еще несколько лет, чтобы 15 августа 1882 года торжественно открыть памятник О’Коннеллу, причем, как и в случае с мемориалом в честь принца Альберта, он был поставлен в незаконченном виде: четыре крылатые женские фигуры богини Победы были установлены позднее. На церемонии открытии памятника присутствовали около 100 тысяч человек, включая лорда-мэра Дублина, Брока, сестру Фоли Джейн, а также недавно вышедшего из тюрьмы лидера ирландских националистов Чарльза Стюарта Парнелла.
Одновременно Брок работал над завершением других проектов Фоли — скульптурами физика Майкла Фарадея, ливерпульского мэра и католического просветителя Уильяма Ратбона (англ. William Rathbone V), лордов Каннинга и Гофа, двух премьер-министров Непала — Джанги Бахадура Раны и его брата. Скульптура Фарадея была завершена Броком в мраморе и установлена перед Королевским институтом в марте 1877 года. Памятник Ратбону был открыт в Ливерпуле в 1877, конная статуя генерал-губернатора Индии Чарльза Каннинга в Калькутте в 1879, конная статуя фельдмаршала Хью Гофа в Дублине в 1880, конные статуи двух премьер-министров Непала открыли в 1885 году.

### Зрелое творчество

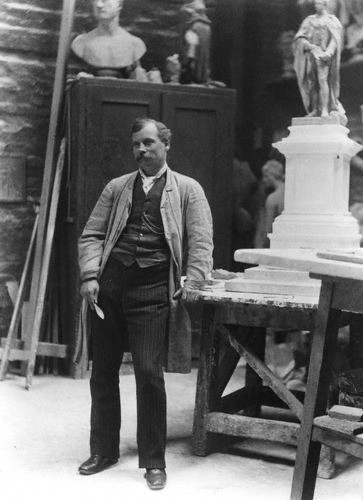
Томас Брок в своей студии, 1889 год

В 1879 году Брок представил выполненную в гипсе скульптуру «Момент опасности», изображающая нападение змеи на сидящего на коне индейца, который замахивается на неё копьем. По совету Эдмунда Госса и, возможно, не без финансовой поддержки Фредерика Лейтона, председателя совета фонда Чантри, Брок согласился на отливку скульптурной группы в бронзе. В 1881 году она была представлена на выставке Королевской Академии и вскоре приобретена фондом за 2 тысячи гиней. Арт-критика в лице Эдмунда Госса посчитала, что скульптурная группа Брока является данью уважения произведению его учителя Фоли (конная статуя Аутрама в Калькутте, 1864) и «Атлету» (1877) Фредерика Лейтона, однако в большей степени она походила на работу французского скульптора Огюста Оттена «Индеец, застигнутый врасплох боа» (1857).
Сам Брок считал эту скульптуру одной из лучших и спустя 30 лет, в 1910 году, он убедил датского предпринимателя и мецената Карла Якобсена приобрести её копию за 800 фунтов (ныне она установлена в парке замка Розенборг в Копенгагене).
В 1901 году он участвовал в создании колоссальной конной статуи Эдуарда Чёрного Принца, установленной на городской площади Лидса. В 1911 году он создал скульптуры для мемориала Виктории в Лондоне, расположенного вблизи Букингемского дворца. Согласно легенде, на открытии памятника в мае 1911 года Георг V был настолько тронут великолепием мемориала, что тут же пожаловал Томасу Броку титул «сэр».
Скульптура «Гений поэзии» была установлена на пивоваренном заводе Карлсберг, Копенгаген. Другие его работы включают статуи Фредерика Лейтона, королевы Виктории, Ричарда Оуэна, Генри Филпотта, и многие надгробные памятники и статуи, установленные в соборе Святого Павла.
В 1883 году Брок был избран ассоциированным членом Королевской академии художеств, а в 1891 году он стал полноправным членом.

## Известные работы
- Статуя принца Альберта, Мемориал принца Альберта (1875), Кенсингстонский парк Лондон.
- Памятник Дэниелу О’Коннеллу (1882), Дублин, Ирландия.
- Статуя Ричарда Бакстера, богослова и главы английской пуританской церкви в XVII веке, первоначально установленная на Булринг в городе Киддерминстер (Вустершир), с 1967 года стоит перед приходской церковью Св. Марии. (1875).
- Бронзовая конная статуя «Момент опасности» (1880) (теперь стоит в саду Лейтон-хауса в Лондоне, гипсовый оригинал в Галерее Тейт[21]).
- Монумент Генри Филпотта, епископа Вустера. Установлена на южном трансепте Вустерского кафедрального собора.
- Статуя королевы Виктории у мэрии Белфаста.
- Памятник погибшим на «Титанике» у здания мэрии Белфаста.
- Скульптуры, олицетворяющие Навигацию и Артиллерию, установленные на торцах левого и правого полукружия Арки Адмиралтейства в Лондоне (1912).

## Галерея

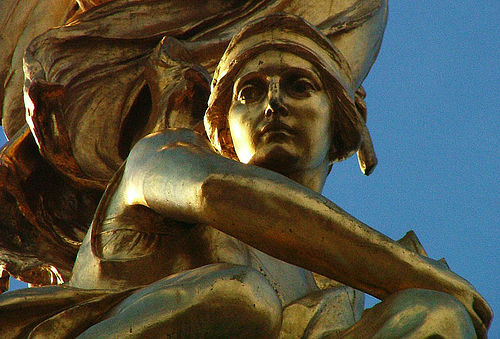
Деталь мемориала Виктории
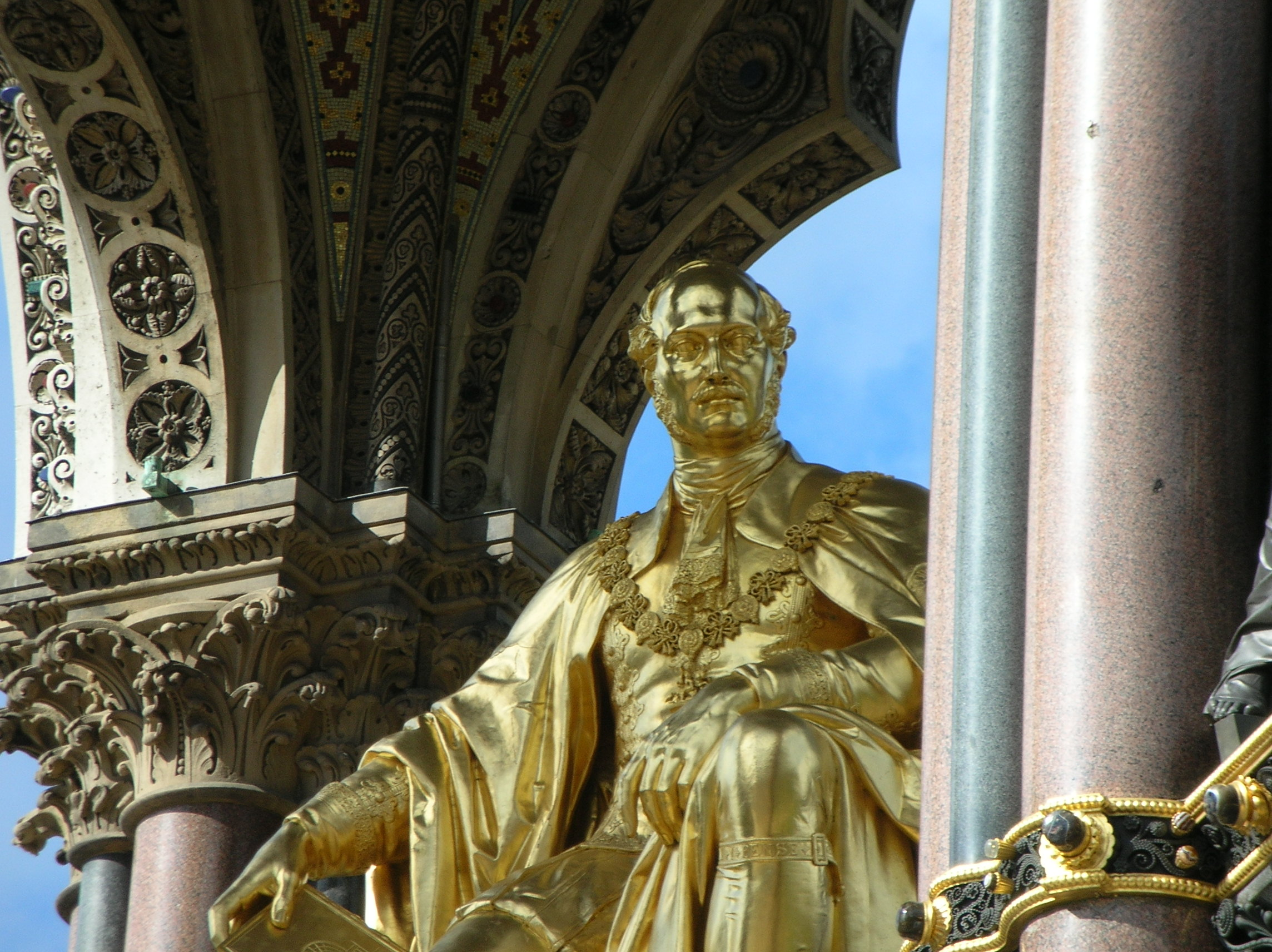
Позолоченная фигура Альберта в центре мемориала принца Альберта в Кенсингстонском парке Лондона
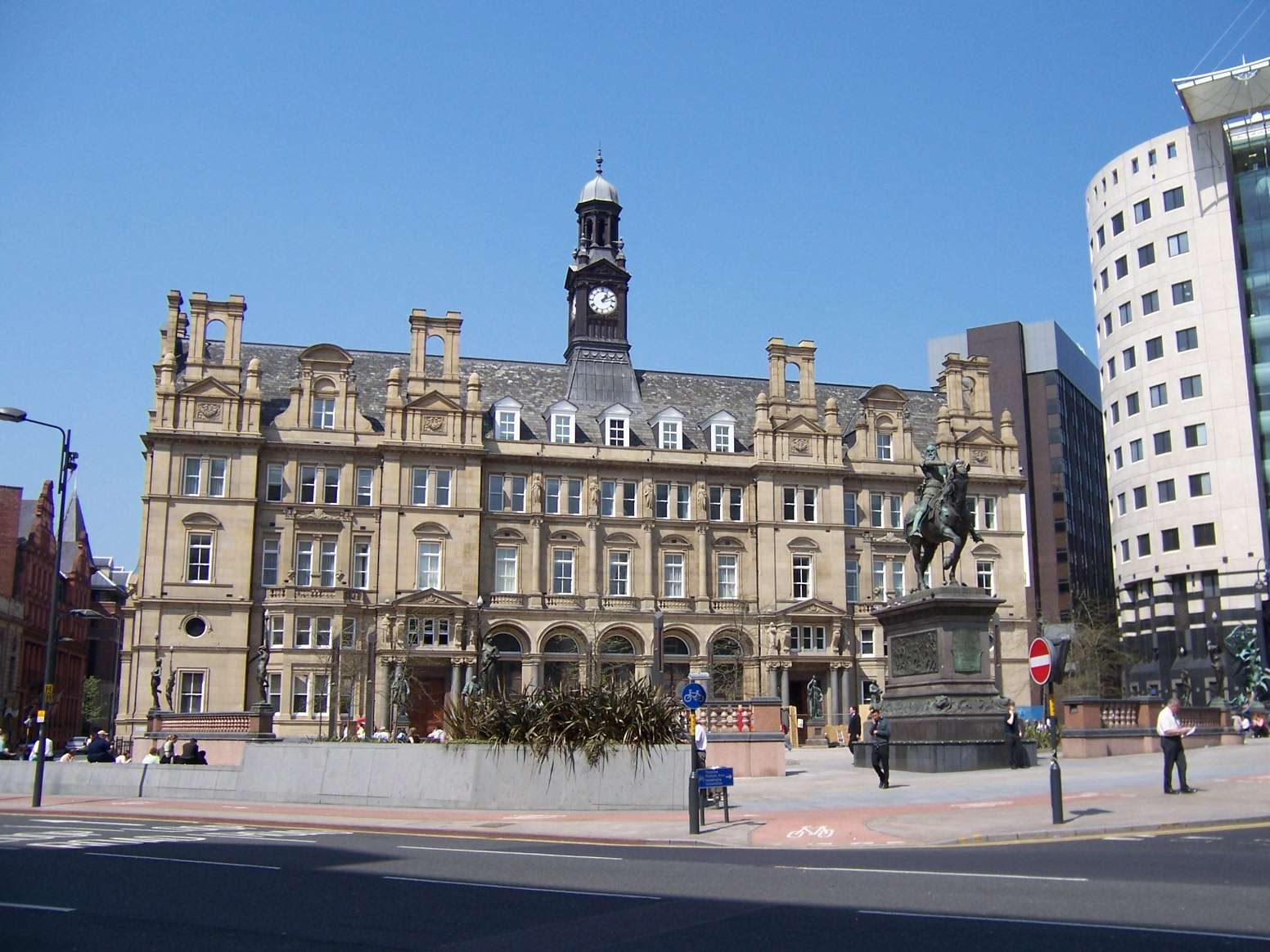
Статуя Эдуарда Чёрного Принца в Лидсе.
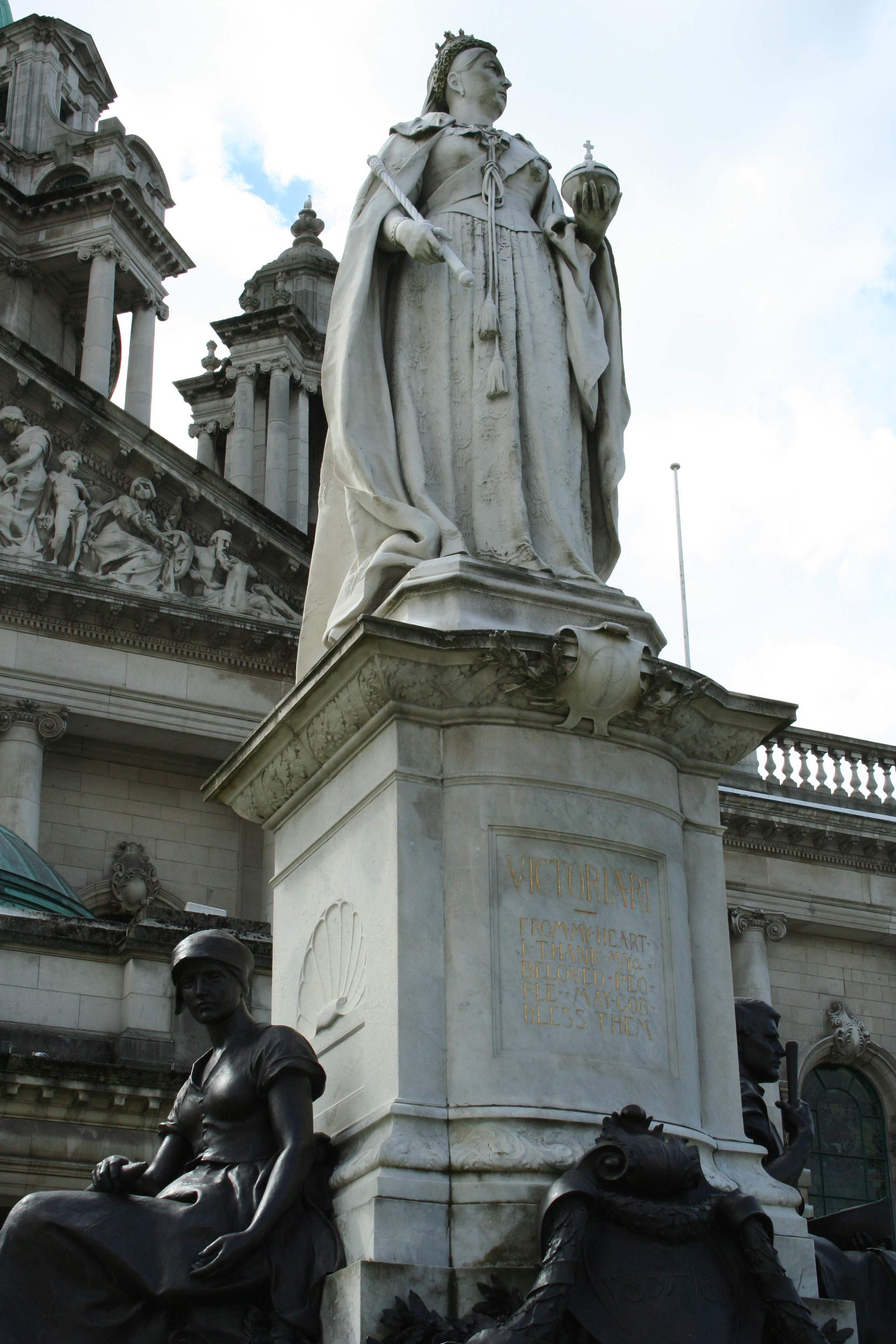
Статуя королевы Виктории у мэрии Белфаста
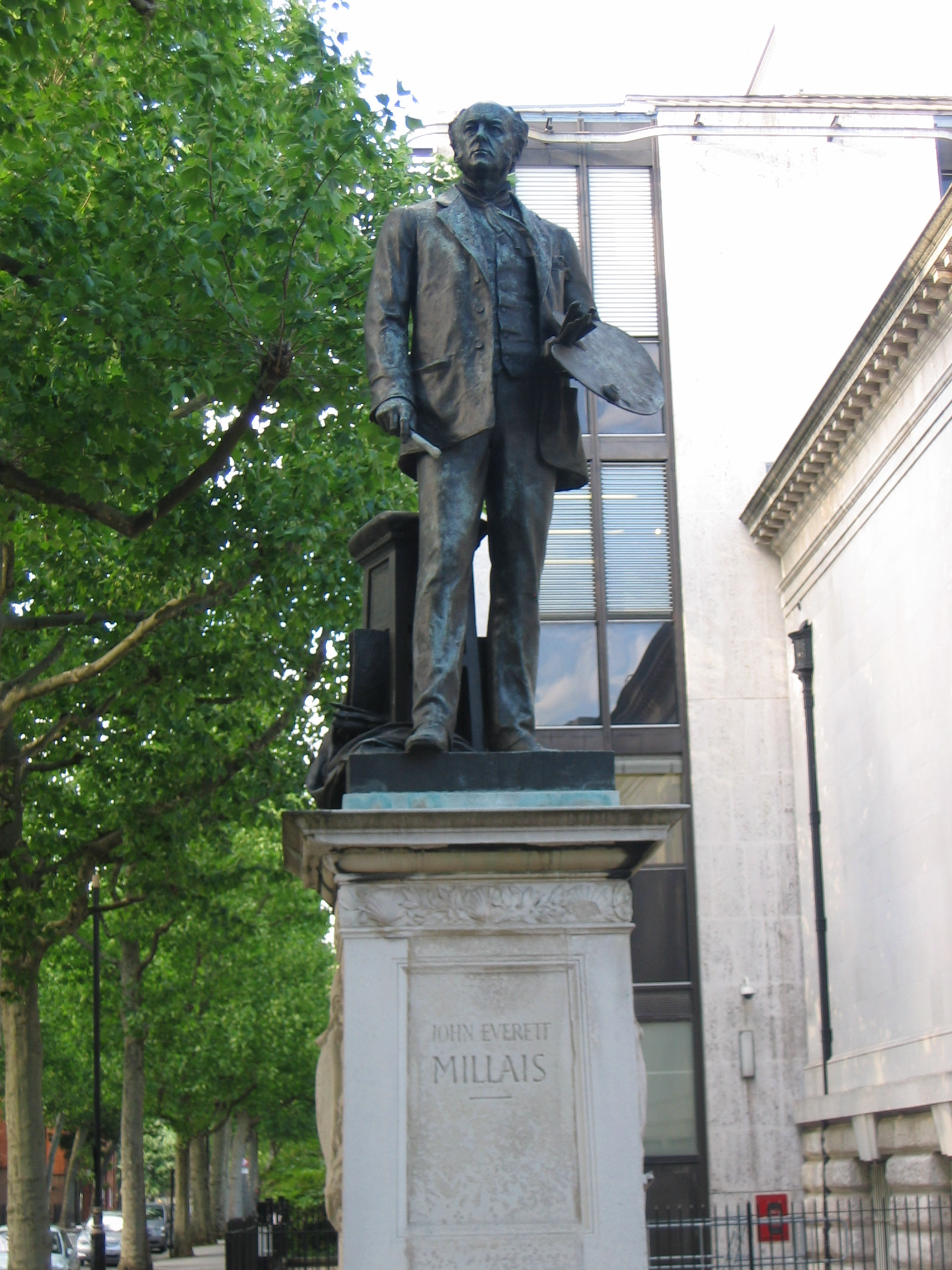
Статуя Джона Эверетта Милле у галереи Тейт в Лондоне
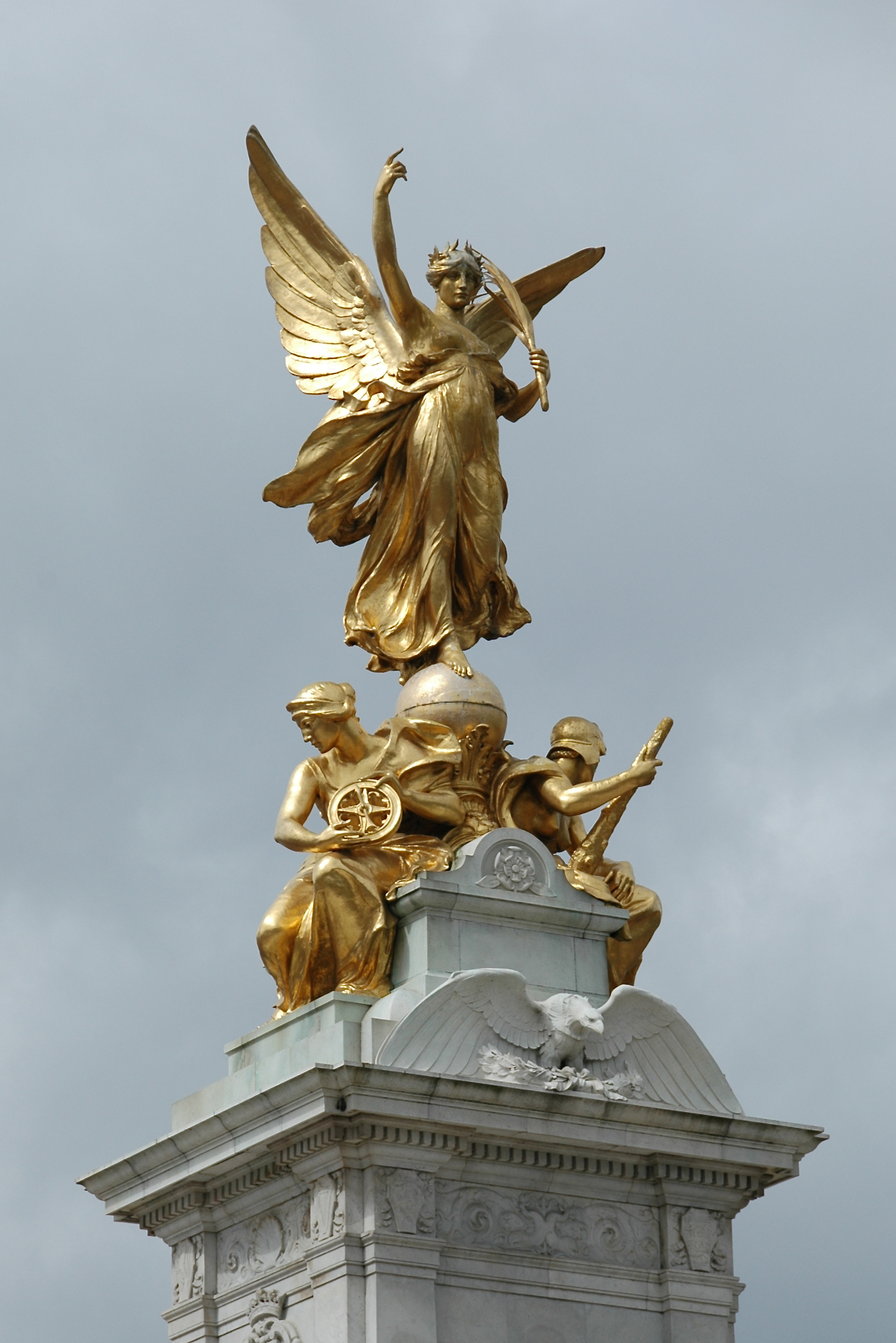
Статуя мемориала Виктории
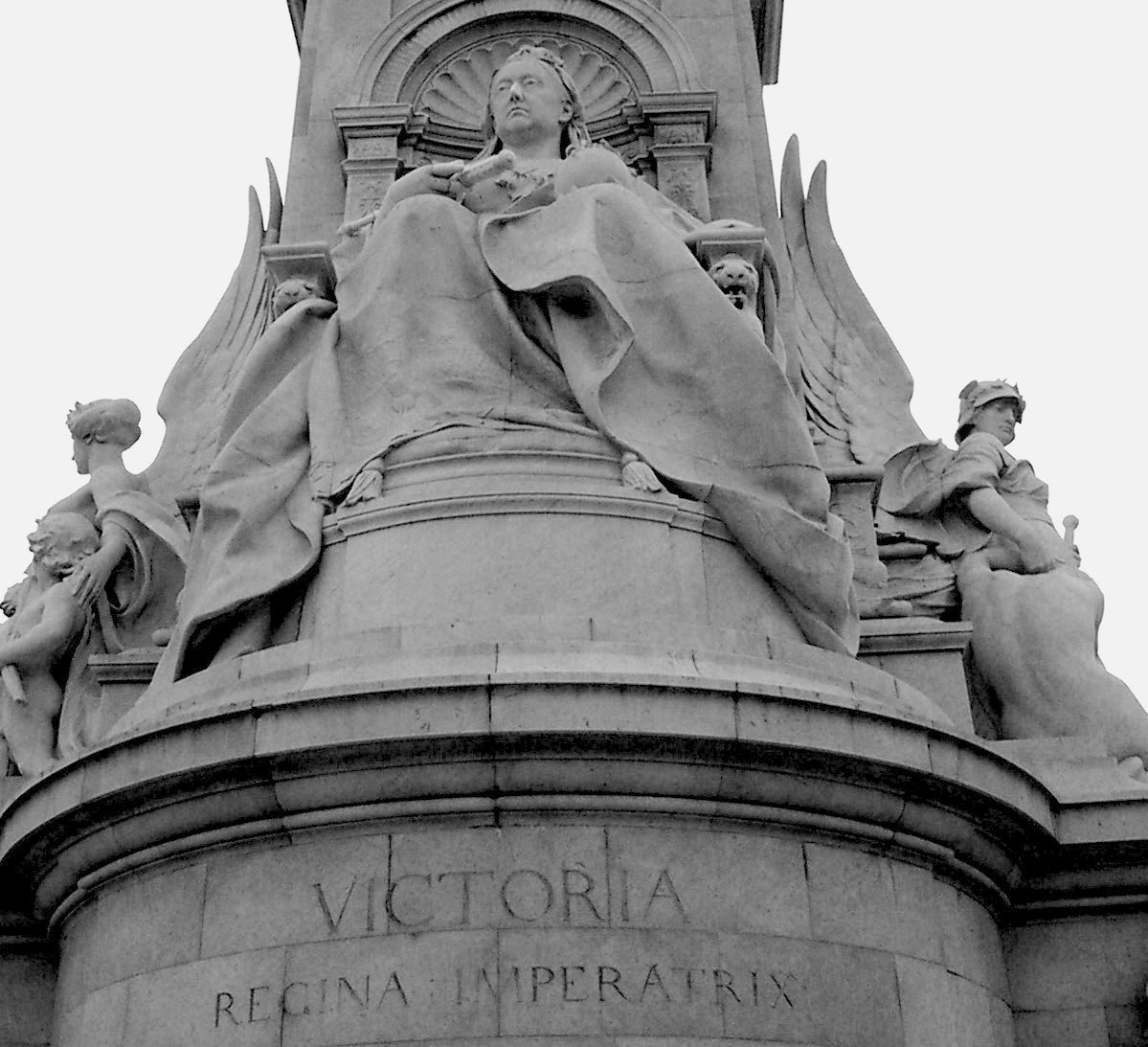
Мемориал Виктории
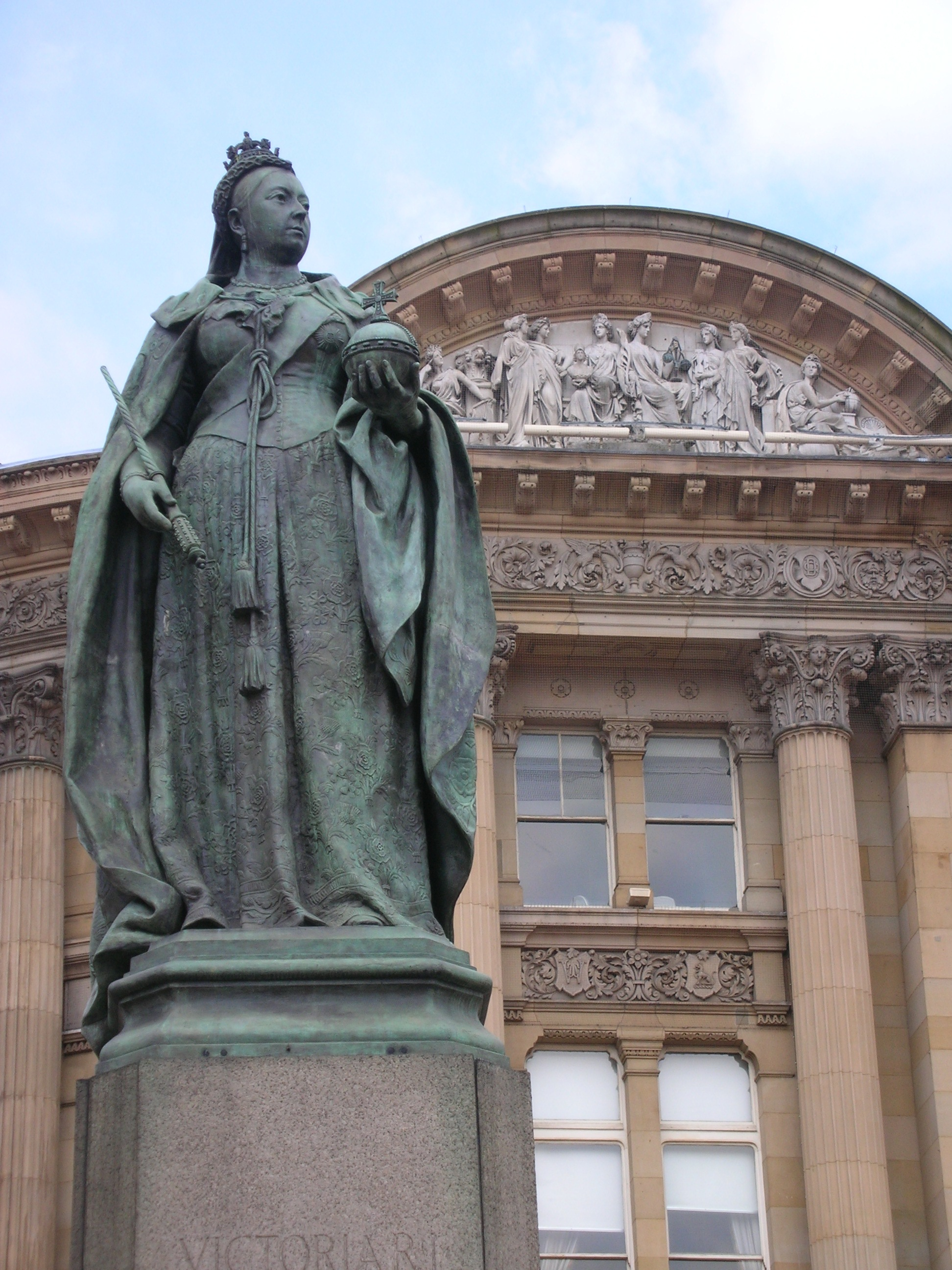
Королева Виктория на площади, названной в её честь в Бирмингеме. Оригинал был изготовлен из мрамора, а данная статуя отлита из бронзы в 1951 году
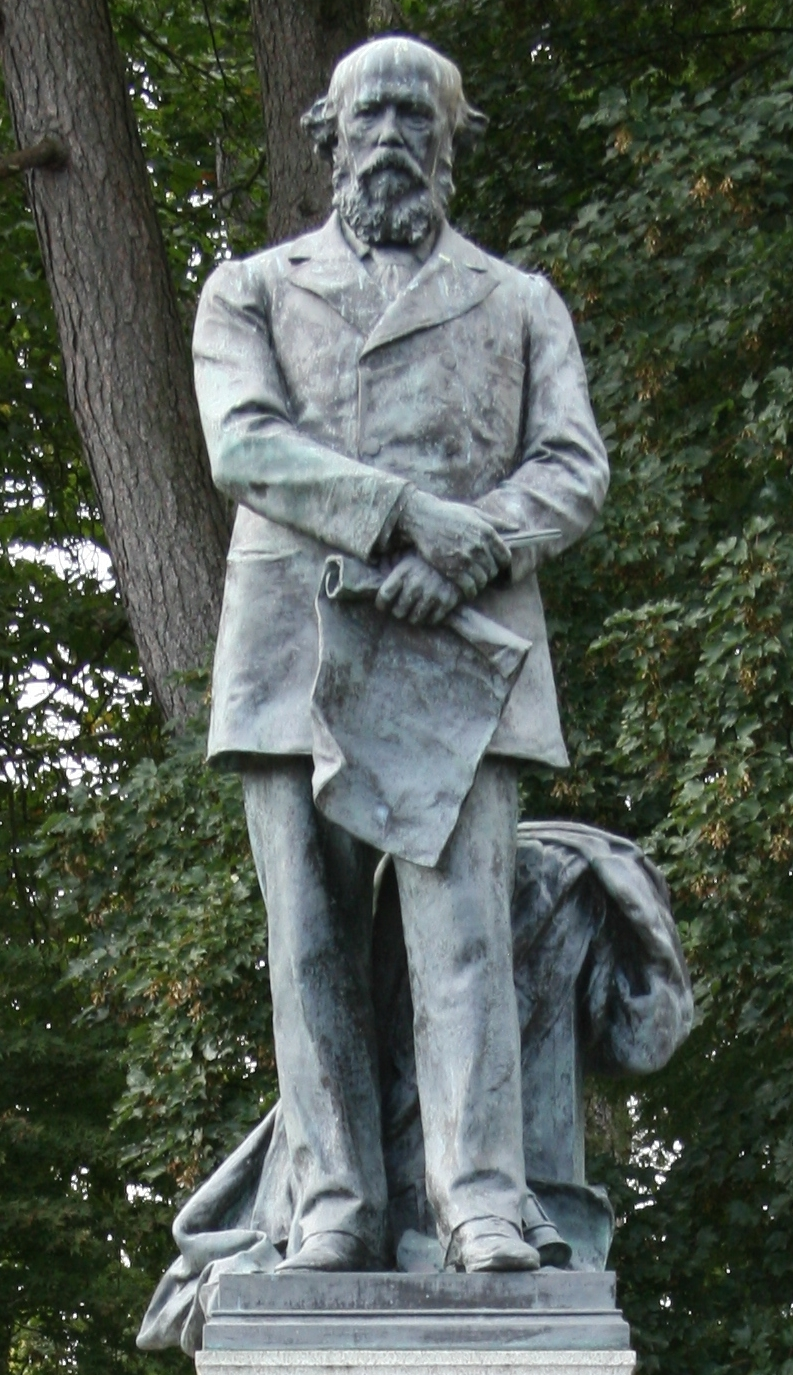
Статуя лорда Мертира в парке Абердэр в деревне Тресинон возле города Абердэр, Уэльс